# Suzan Sylvester
Suzan Sylvester (1961) è un'attrice britannica, attiva in campo cinematografico, televisivo e teatrale.

## Biografia
Ha fatto il debutto sulle scene londinesi nel 1987, in un revival del dramma di Arthur Miller Uno sguardo dal ponte e per la sua interpretazione nel ruolo di Catherine vinse il Laurence Olivier Award al miglior esordiente in un'opera teatrale. Apprezzata interprete teatrale, nel corso degli anni ha interpretato l'opera di una vasta gamma di autori che spazia da John Ford (Peccato che sia una sgualdrina, 1988) ad Ibsen (Un nemico del popolo, 1988), specializzandosi soprattutto nell'opera di William Shakespeare e recitando con la Royal Shakespeare Company in Pericle, principe di Tiro, Come vi piace e Tutto è bene quel che finisce bene durante gli anni novanta, oltre ad apparire in produzioni regionali di Pene d'amor perdute (Manchester, 1992) ed Otello (Salisbury, 2007).

## Filmografia

### Televisione
- Peak Practice – serie TV, 1 episodio (1995)
- Casualty – serie TV, 2 episodi (1995-1999)
- Pie in the Sky – serie TV, 1 episodio (1996)
- Metropolitan Police – serie TV, 4 episodi (1996-2000)
- Wycliffe – serie TV, 1 episodio (1997)
- Jack Frost – serie TV, 1 episodio (1999)
- Where the Heart Is – serie TV, 1 episodio (1999)
- Doctors – serie TV, 2 episodi (2000-2008)
- The Quatermass Experiment – film TV (2005)
- Testimoni silenziosi (Silent Witness) – serie TV, 2 episodi (2006)
- EastEnders – serie TV, 2 episodi (2006)
- Holby City – serie TV, 3 episodi (2006-2018)